# Ираида Александријска
Ираида Александријска (Ираида Антинопољска; такође Раиса; старогрчки ῾Ηραις, ῾Ιραις, ῾Ιεραις, Ραις; око 308.) - ранохришћанска мученица, девица.
Ираида потиче Александрије у римском Египту, била је ћерка свештеника и од своје 12. године за себе је изабрала монашки живот.
Једног дана, дошавши до извора за воду, монахиња је приметила у близини обале брод са много људи (око 150 људи) заточених због исповедања хришћанства. Ираида се добровољно придружила мученицима, а када је лађа стигла до града Антинопоља, прва је била зверски мучена и посечена. Након ње, други затвореници су прихватили смртну казну због своје вере. Ираида је пострадала за хришћанску веру у време великог прогона хришћана за време цара Максенција.
Православна црква прославља свету Ириаду 5. септембра (18. септембра), а католичка – 23. септембра.